# Bažant bornejský
Bažant bornejský (Polyplectron schleiermacheri) je hrabavý pták z čeledi bažantovití (Phasianidae). Druh popsal Friedrich Brüggemann roku 1877 pod stále platným vědeckým jménem. Bažant bornejský je v některých zdrojích považován za poddruh bažanta malajského (Polyplectron malacense).

## Výskyt
Bažant bornejský je endemitem ostrova Borneo v souostroví Velké Sundy. Je pravděpodobné, že se vyskytuje napříč celým ostrovem, nicméně záznamy o tomto druhu jsou spíše sporadické, a to kvůli jeho skrytému způsobu života. Coby přirozené prostředí bažant bornejský preferuje nížinné dipterokarpové lesy na středně úrodných půdách, a to až do nadmořské výšky 1 000 metrů. Vlhkým oblastem, jako jsou bažinaté lesy, se spíše vyhýbá. Není zcela jasné, do jaké míry snáší narušení stanovišť, ačkoli byl pozorován v lesních oblastech, které postihly rozsáhlé požáry z roků 1997/1998.

## Popis
Bažant bornejský je typickým pohlavně dimorfním ptákem, přičemž obě pohlaví se odlišují velikostí i zbarvením. Samec je pestře zbarvený a dosahuje délky cca 50 cm, samička je matnější a fádnější a měří asi 35,5 cm. Samec má čistě bílé hrdlo, oranžový neopeřený obličej a hruď lemovanou kovově modrým peřím. Svrchní partie a ocasní pera mají červenohnědou barvu, s početnými modrozelenými kruhovými skvrnami připomínajícími oči – nazývají se „ocelli“. Ocelli jsou typickým znakem u většiny zástupců celého rodu Polyplectron, byť některé druhy (např. bažant bronzový) tyto ozdoby na peří postrádají. Ačkoli byla absence zdobných znaků považována za evolučně původnější, molekulárně-fylogenetická studie z roku 2001 naopak prokázala, že jde o odvozený znak a příslušné druhy bažantů tak ocelli sekundárně ztratily.
O chování bažanta bornejského se ví pouze minimum informací. Je považován za teritoriální druh, byť s relativně malým domovským areálem. Obě pohlaví se ozývají hlasitým a drsným kejháním. Důležitou součást jídelníčku bažanta bornejského nejspíš tvoří ovoce, pták tak může zastávat ekologickou úlohu rozptylovače semen.

## Ohrožení
Mezinárodní svaz ochrany přírody (IUCN) považuje bažanta bornejského ve svém vyhodnocení stavu ohrožení z roku 2016 za ohrožený druh. Za hlavní hrozbu pokládá postupující ztrátu přirozeného prostředí. Původní lesy na Borneu jsou pod stálým tlakem těžařů dřeva a ve velkém také ustupují kaučukovým a palmovým plantážím, na což se nabalují také lesní požáry. Bažant bornejský je vyjma toho vystaven i určitému loveckému tlaku. Mezinárodní svaz ochrany přírody odhaduje celkovou velikost populace bažanta bornejského na 600 až 1 700 dospělců.